# Chironomus hawaiiensis
Chironomus hawaiiensis är en tvåvingeart som beskrevs av Grimshaw 1901. Chironomus hawaiiensis ingår i släktet Chironomus och familjen fjädermyggor. Inga underarter finns listade i Catalogue of Life.